# Étienne Estève
Étienne Estève (Castelnaudary, 11 ottobre 1771 – Castelnaudary, 25 aprile 1844) è stato un generale francese.

## Biografia
Iniziò la sua carriera militare prestando servizio nell'Esercito dei Pirenei Orientali durante la Rivoluzione francese, passando poi all'armata d'Italia, nei Grigioni ed infine nei Paesi Bassi. Dal 1806 al 1807 fu nella Grande Armée di Napoleone e prestò servizio nella campagna di Spagna come tenente colonnello dell'82º reggimento di fanteria di linea, poi come colonnello del 14º reggimento di fanteria. Si distinse il 26 novembre 1810 all'assedio di Ulldecona.
Cavaliere della Legion d'Onore  dal 1º ottobre 1807, Estève divenne ufficiale il 5 luglio 1808. Nel 1811 ottenne il titolo di barone dell'impero ed il 25 novembre 1813 il grado di generale di brigata. Prese parte successivamente alle battaglie di Limonest (20 marzo 1814), Saint-Gilles-Croix-de-Vie (3 giugno 1815) e Mathes nella guerra di Vandea del 1815. Il 14 settembre 1831, venne elevato al grado di commendatore della Legion d'Onore.